# Jon Secada
Jon Secada  (nascido Juan Francisco Secada Martinez; Havana, 4 de outubro de 1961) é um cantor, compositor e músico cubano-americano.

## Biografia
Quando tinha nove anos, sua família pediu para deixar Cuba legalmente. Quando saiu, em 1971, a família deixou o país rumo a Miami. Lá abriram uma cafeteria. Foi na época do ginásio que seu talento para música começou a aparecer. Jon foi levado para a Universidade de Miami, onde começou a fazer os vocais para as apresentações de jazz. Nessa época, Emilio Estefan, que já conhecia o trabalho de Jon, o convidou para ser backing vocal para Gloria Estefan.
Em 1992 conseguiu lançar-se em carreira solo e gravar o primeiro álbum, “Jon Secada”. Ele se tornou um dos maiores artistas contemporâneos da década de 90, vendendo mais de seis milhões de cópias em todo mundo. Os grandes sucessos foram Just Another Day, Angel e Do You Believe in Us. Sua versão espanhola para o disco “Otro Dia Mas Sin Verte”, se tornou o primeiro na parada da Billboard para o mercado latino e também ganhou um Grammy como melhor álbum pop latino. Seu segundo trabalho em inglês, “Heart, Soul & a Voice”, não repetiu o sucesso do primeiro, mas vendeu mais de um milhão de cópias. O destaque foi a canção Mental Picture. Novamente ele lança uma versão em espanhol: Si Te Vas. No ano seguinte chega às lojas “Amor”, deixando de lado o mercado americano e europeu. Novamente ele ganha um Grammy. Dois anos depois é produzido “Secada”, um verdadeiro fracasso comercial. Com isso, Jon assina com a Epic Records. Entre suas obrigações contratuais está compor músicas para os astros Jennifer Lopez e Ricky Martin. Em 2000, saiu seu primeiro disco pela gravadora nova, “Better Part of Me”, seguido de “The Gift – The Christmas Album”, e “Amanecer”.
Em 2005, já como artista independente, gravou pela pequena Big3 Studios Miami, Florida o álbum “Same Dream” que conseguiu expressivas posições em paradas americanas com as faixas Window to My Heart, Tender Love e Free. Ele ainda regravou sucessos compostos por ele, mas que fizeram sucesso com outros artistas como Coming Out of the Dark e She's All I Ever Had. Em 2009, Secada lançou o álbum Expressions, com canções clássicas em versão jazz. No ano seguinte lançou através da gravadora Som Livre o álbum Stage Rio, seu primeiro trabalho em DVD e ao vivo, gravado no Rio de Janeiro.
Atualmente Jon Secada se prepara para o lançamento de mais um álbum que mesclará músicas inéditas com novas leituras, além de um livro autobiográfico intitulado A New Day para outubro, mês de seu aniversário.

## Discografia

### Álbuns de estúdio
- Jon Secada (1992)
- Otro Día Más Sin Verte (1992)
- Heart, Soul & a Voice (1994)
- Si Te Vas (1994)
- Amor (1995)
- Secada (1997)
- Better Part Of Me (2000)
- The Gift (2001)
- Amanecer (2002)
- Same Dream (2005)
- A Christmas Fiesta (2007)
- Una Fiesta Navidena (2007)
- Expressions (2009)
- Classics (2010)
- Clasicos (2010)
- Otra Vez (2011)
- Navidad (2014)
- To Benny Moré With Love (2017)

### CD/DVD Ao Vivo
- Jon Secada - Stage Rio (2010)
- Live On Soundstage (2017)

### Compilações
- Greatest Hits (1999)
- Grandes Exitos (1999)
- Latin Classic (2002)
- 30 Exitos Superables (2003)
- Collected (2008)

## Singles
- 1984 "Jon Secada At Coconuts" - Single
- 1986 "Love With A Smile" - Single
- 1992 "Just Another Day" / "Otro Dia Mas Sin Verte" - Jon Secada/ Otro Dia Mas Sin Verte
- 1992 "Do You Believe In Us" / "Cree En Nuestro Amor" - Jon Secada/ Otro Dia Mas Sin Verte
- 1992 "Angel" - Jon Secada/ Otro Día Más Sin Verte
- 1993 "Do You Really Want Me" - Jon Secada
- 1993 "I'm Free" / "Sentir" — Jon Secada/ Otro Día Más Sin Verte
- 1993 "One Of A Kind" - Jon Secada
- 1993 "Tiempo Al Tiempo" - Otro Día Más Sin Verte
- 1994 "If You Go"/"Si Te Vas" - Heart, Soul, and a Voice/ Si Te Vas
- 1994 "Whipped" - Heart, Soul, and a Voice
- 1994 "Mental Picture"/"Solo Tu Imagem — Heart, Soul, and a Voice/ Si Te Vas
- 1995 "Ciego de Amor" - Si Te Vas
- 1995 "Where Do I Go From You" - Heart, Soul and a Voice
- 1995 "If I Never Knew You" (with Shanice) - Pocahontas
- 1995 "Se Eu Não Te Encontrasse" (com Daniela Mercury) - Pocahontas
- 1995 "Es Por Ti" — Amor
- 1996 "Alma Con Alma" - Amor
- 1996 "Un Mundo Nuevo" - Voces Unidas
- 1997 "Too Late Too Soon" - Secada
- 1997 "I Will Always Remember - Single
- 1997 "Believe" - Secada
- 1997 "La Magia De Tu Amor" — Secada (Spanish Version)
- 1997 "Amándolo" — Secada (Spanish Version)
- 2000 "Stop/Así" - Better Part of Me
- 2000 "Papi" - Better Part of Me
- 2000 "Break The Walls" - Better Part of Me
- 2000 "Dentro De Ti" - Better Part of Me
- 2000 "There's No Sunshine Anymore" - Better Part of Me
- 2002 "Si No Fuera Por Ti" — Amanecer
- 2003 "Por Amor with Gloria Estefan" — Amanecer
- 2005 "Window To My Heart" - Same Dream
- 2005 "Feliz Navidad" - A Christmas Fiesta
- 2006 "Free" - Same Dream
- 2009 "Lost Inside Your Heart" - Longe ou Perto (dueto com Marina Elali)
- 2012 "Still I Rise" (dueto com Cyndi Lauper)
- 2012 "I'm Never To Far Away"